# Крайности (фильм, 1986)
«Крайности» (англ. Extremities) — американский триллер 1986 года, режиссёра Роберта М. Янга, с Фэррой Фосетт в главной роли, киноадаптация одноимённой пьесы Уильяма Мастросимоне.

## Сюжет
Ночью, возвращаясь из магазина к своей машине, Марджори (Фэрра Фосетт) подвергается нападению злоумышленника в маске, поджидавшего её на заднем сиденье автомобиля, который, угрожая ножом начинает к ней домогаться. Марджори удаётся вырваться и убежать, но у нападавшего остаётся её сумочка с документами. Марджори обращается в полицию, и просит приставить ей охрану, ведь теперь у преступника есть её адрес и он может вернуться. Но поскольку до изнасилования дело не дошло, полиция отказывает ей в помощи.
Через неделю к ней домой стучится мужчина (Джеймс Руссо), под предлогом поиска своего друга он проникает в дом. Незваный гость оказывается тем самым, напавшим ранее на Марджори насильником. В доме он физически и морально издевается над Марджори, но при очередной попытке изнасилования, ей удаётся дотянуться до баллончика с репеллентом и распылить его в глаза преступнику. Ослепив нападавшего, Марджори оглушает его сковородкой, связывает и сажает в камин, оградив его от комнаты спинкой кровати с металлическими прутьями. Марджори хочет вызвать полицию, но пришедший в себя маньяк усмехается: что она ничего не сможет доказать в полиции, так как изнасилования не было, а если его и посадят за попытку на незначительный срок, он вернётся и отомстит.
Тем временем возвращаются подруги Марджори — Терри и Пэт, о личной жизни которых, как выясняется, Джо хорошо осведомлён. Вместе девушкам предстоит решить: выдать насильника полиции, или устроить над ним самосуд.

## В ролях
- Фэрра Фосетт — Марджори
- Джеймс Руссо — Джо
- Элфри Вудард — Патрисия
- Дайана Скаруид — Терри

## Признание
Фэрра Фосетт была номинирована на премию «Золотой глобус» за лучшую женскую роль в драматическом фильме и награждена немецкой премией «Юпитер» в категории «Лучшая международная актриса» (нем. Beste Darstellerin International) .